# Saccoloma elegans
Saccoloma elegans är en ormbunkeart. Saccoloma elegans ingår i släktet Saccoloma och familjen Saccolomataceae.

## Underarter
Arten delas in i följande underarter:
- S. e. chartaceum
- S. e. elegans
- S. e. spinosa